# Lacaille 8760
Lacaille 8760 (GJ 825) és una estrella propera al Sistema Solar, a una distància de 12,87 anys llum, que s'hi troba a la constel·lació del Microscopi. De magnitud aparent +6,67, està situada al sud d'Alfa Microscopii i al sud-oest de Gamma Microscopii. Va ser una de les estrelles que va incloure Nicolas-Louis de Lacaille en el seu catàleg de l'any 1763 d'estrelles observades des de l'hemisferi sud.
Lacaille 8760 és una nana vermella de tipus espectral entre K7 i M2 Veu (segons autors). Sent una estrella d'aquest tipus, la seva magnitud absoluta és major que altres estrelles properes al sistema solar (Pròxima Centauri, Estrella de Luyten o Struve 2398), amb una lluminositat de 0,028 sols.
És una estrella fulgurant, encara que no especialment activa, entrant en erupció, de mitjana, menys d'una vegada al dia. Duu la denominació d'Estrella variable AX Microscopii. Per la poca activitat com estrella fulgurant i per la seva òrbita excèntrica (i=0,23) al voltant de la galàxia, es pensa que Lacaille 8760 és, almenys, tan vella com el Sol. Les seves veïnes més pròximes so CP-49 13515 a 4,1 anys llum, Epsilon Indi a 4,3 anys llum i Lacaille 9352 a 4,9 anys llum.